# Хартс (Западна Вирџинија)
Хартс (енгл. Harts) насељено је место без административног статуса у америчкој савезној држави Западна Вирџинија.

## Демографија
По попису из 2010. године број становника је 656, што је 1.705 (-72,2%) становника мање него 2000. године.
| Група             | 2000.         | 2010.       |
| Белци             | 2.341 (99,2%) | 646 (98,5%) |
| Афроамериканци    | 0 (0,0%)      | 0 (0,0%)    |
| Азијати           | 4 (0,2%)      | 1 (0,2%)    |
| Хиспаноамериканци | 5 (0,2%)      | 5 (0,8%)    |
| Укупно            | 2.361         | 656         |